# Handroanthus guayacan
Handroanthus guayacan (nome comum: pau-d'arco) é uma espécie de árvore do gênero Handroanthus.

## Nomes vernáculos
- Tucano: bɨpô-o’ori
- Djeoromitxi: mitärükü
- Arikapu: karawa tʃɔkɔ